# 竹森のザゼンソウ群

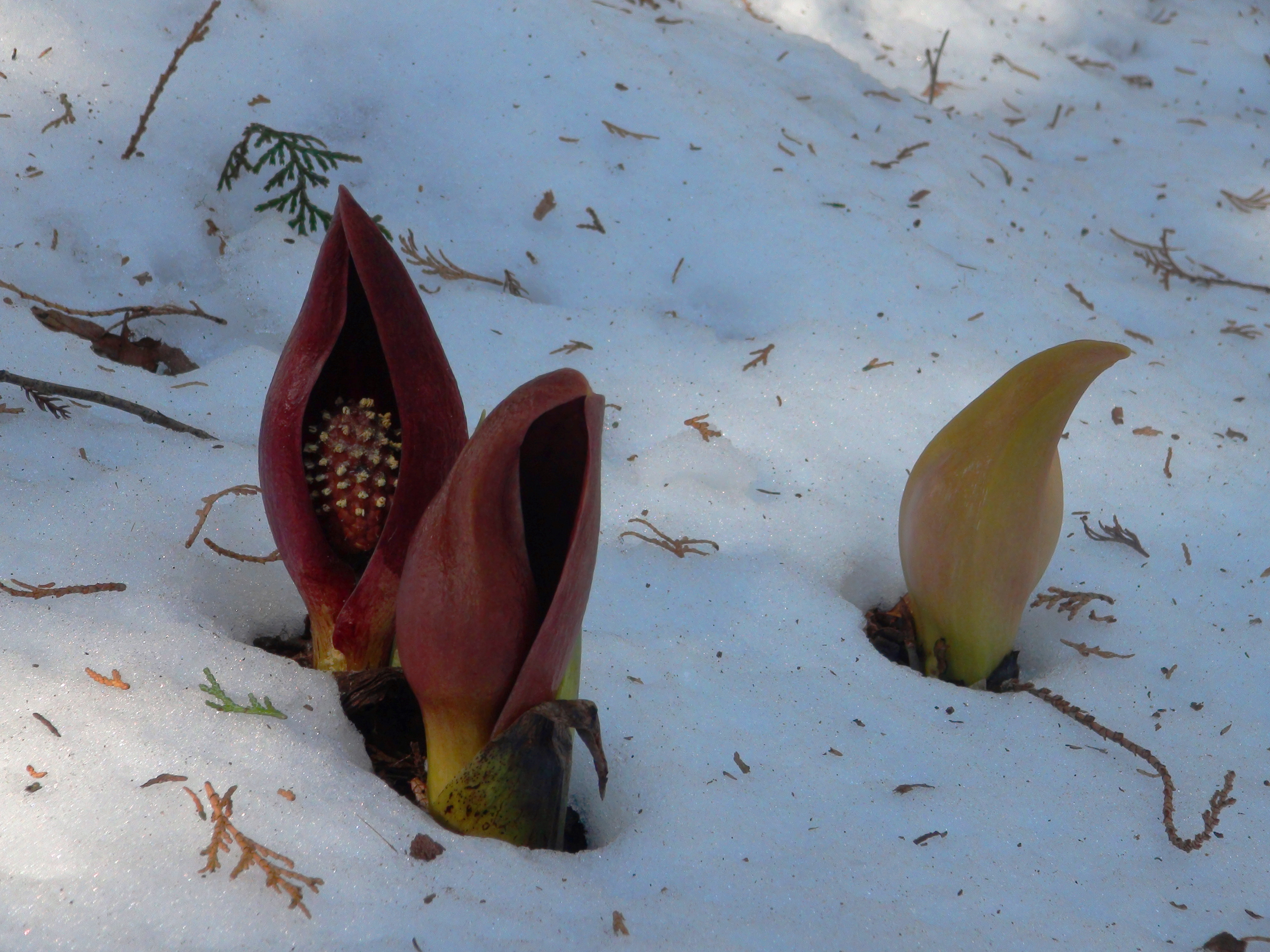
竹森のザゼンソウ群（2011年3月11日撮影）

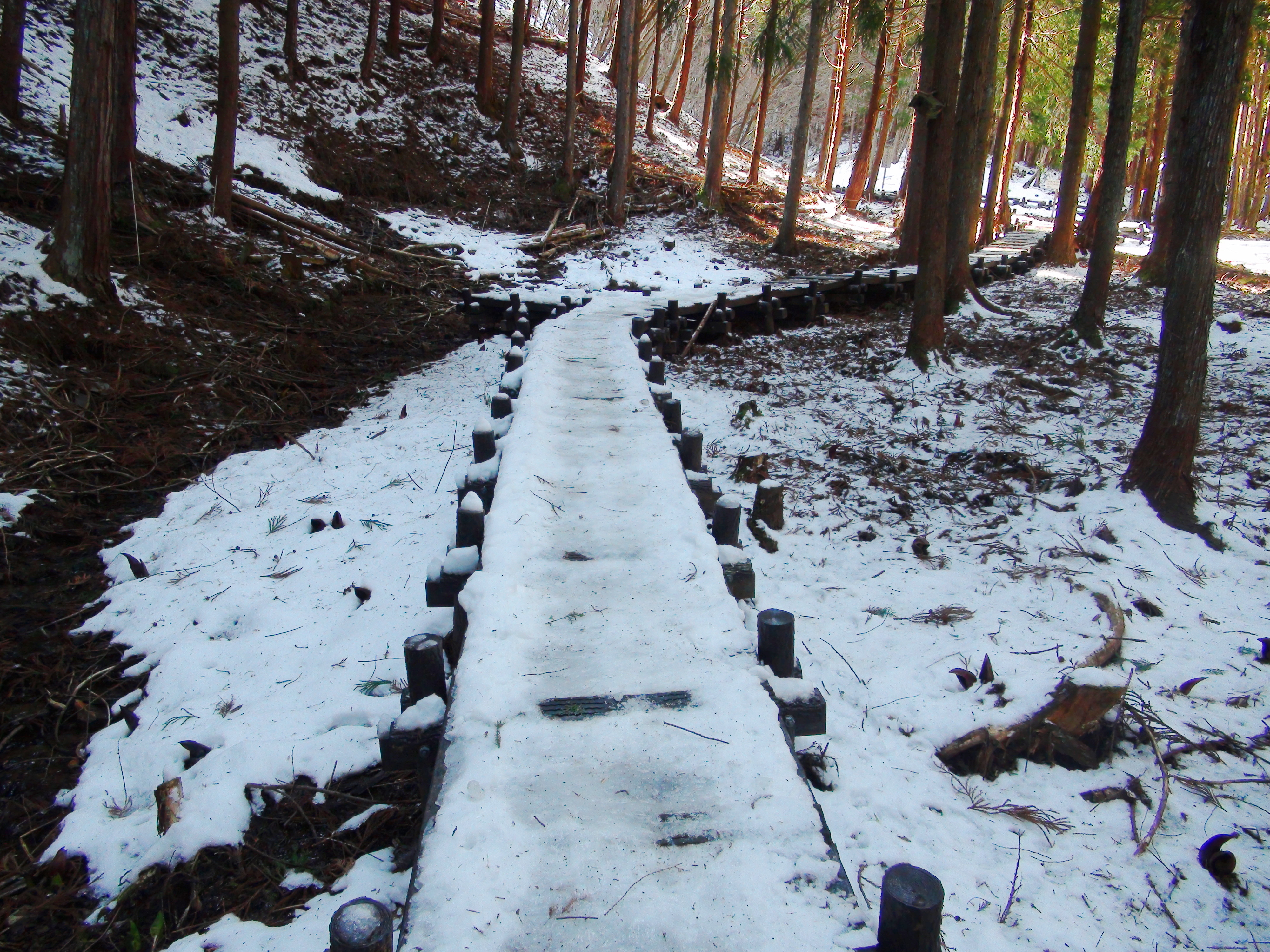
群生地内の木道（2011年3月11日撮影）

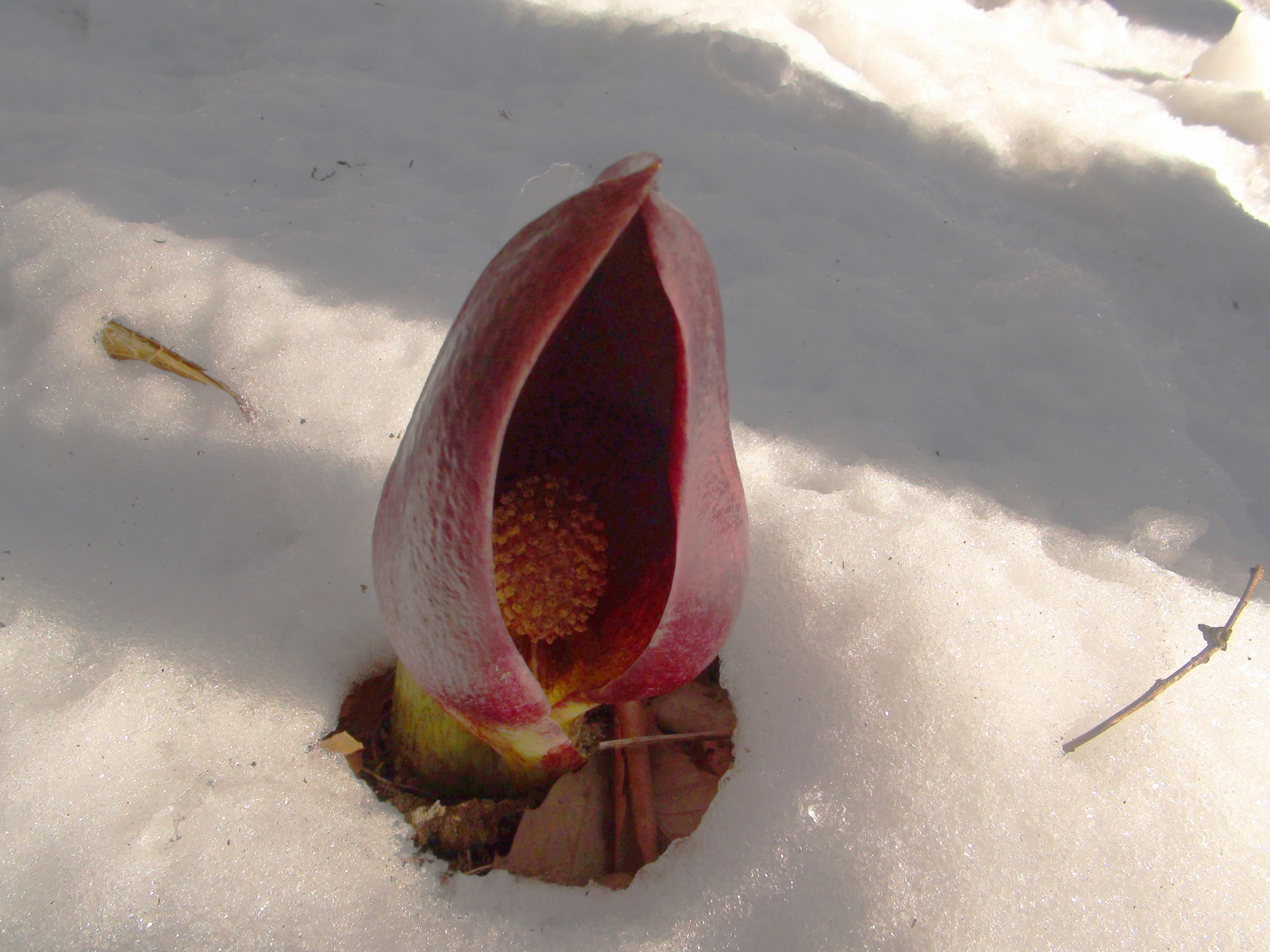
竹森のザゼンソウ群（2011年3月11日撮影）

竹森のザゼンソウ群（たけもりのザゼンソウぐん）は、山梨県甲州市塩山竹森にあるザゼンソウ（座禅草）の群生地である。
1975年（昭和50年）12月22日に山梨県の自然記念物に指定され、1995年（平成7年）12月12日に塩山市（現・甲州市）の天然記念物に指定された。

## 概要
甲府盆地の北東端、甲州市北東の青梅街道（現国道411号）より北側山間部に入った、玉宮（たまみや）地区を流れる重川支流の竹森川左岸の小さな沢沿いにあるザゼンソウの群生地である。現在約3,000株が自生しており、指定面積は1.11ヘクタール、指定エリアの標高は760メートルから810メートルである。イノシシなどによる食害防止のための電流線が指定エリアを囲む形で設置されている。
ザゼンソウは主に北海道から北日本の日本海側にかけて分布するサトイモ科の植物で、太平洋側にあたる山梨県の比較的標高の低い同地に群生地を形成することは珍しい。竹森のザゼンソウ群生地は東方の柳沢峠方面から伸びた尾根北側斜面の植林された杉の茂る日当たりの悪い沢の底部にあり、直射日光がほとんど当たらない場所であることから、甲府盆地の他の場所では溶けてしまう雪がここでは根雪となり、自ら発する熱で周囲の雪を溶かし開花するザゼンソウの生育条件に適した状態を維持し続けているものと考えられている。
近年甲州市により群生地近くに玉宮ざぜん草公園が作られ、駐車場が整備された。駐車場から群生地まで徒歩5分ほどであり、指定域には木道が整備され、開花期には多くの見学者が訪れている。

## 交通
- 所在地：山梨県甲州市塩山竹森字東山
- 開花期間：例年おおむね2月中旬から4月上旬まで
- 見学料：無料
- 駐車場：玉宮ざぜん草公園無料駐車場より徒歩約5分（大型車不可）

## ギャラリー

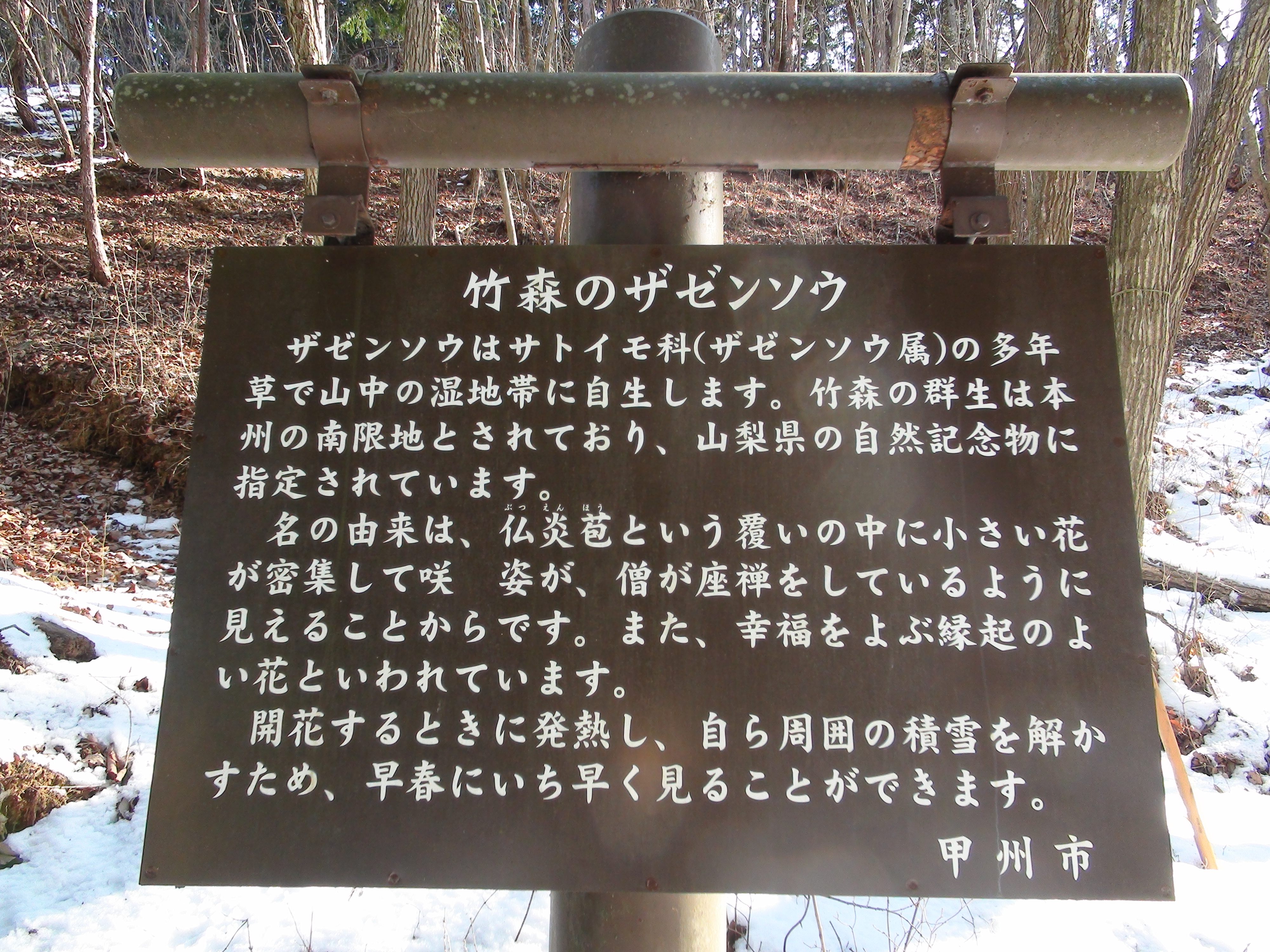
現地説明版
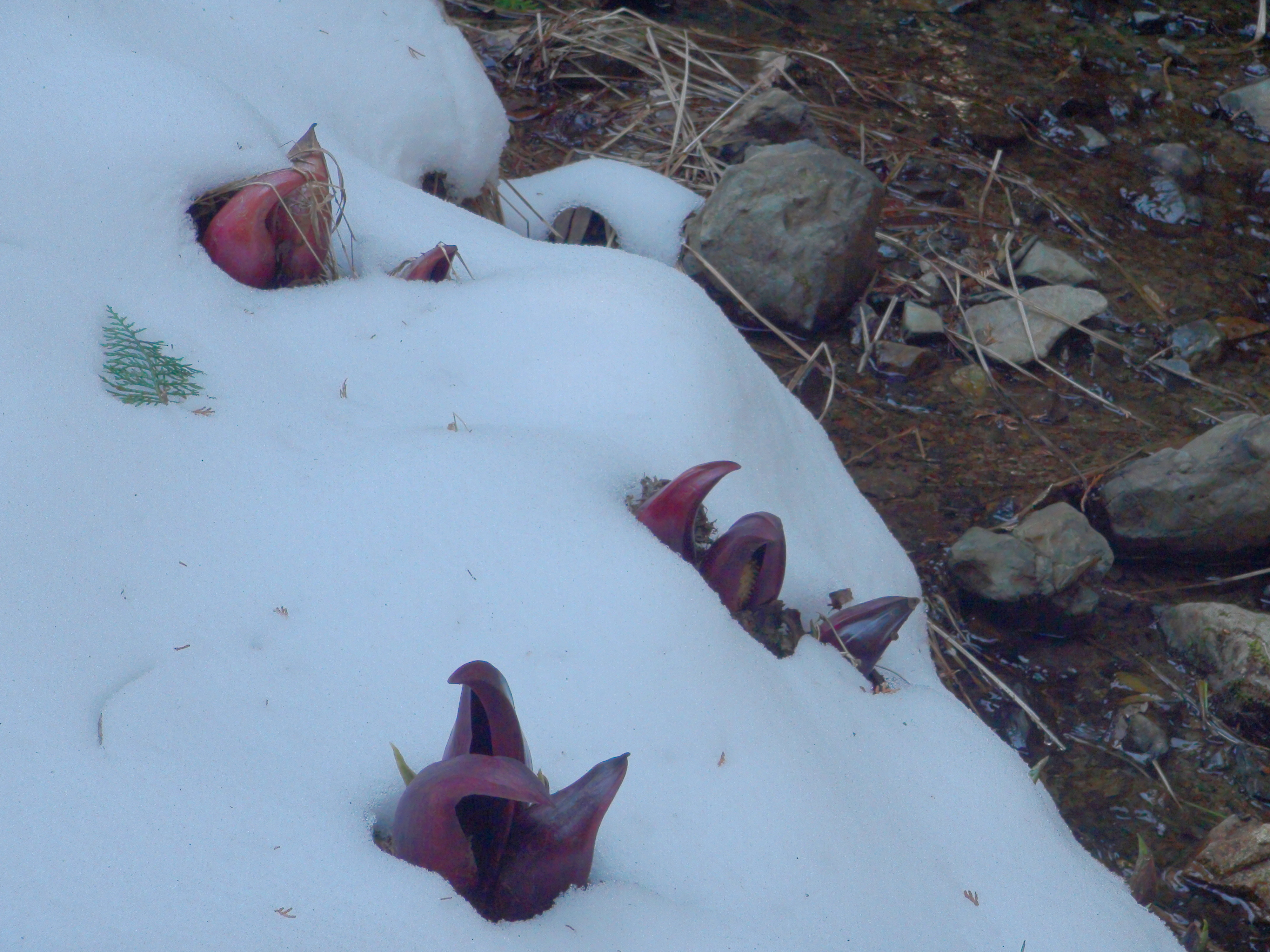
積雪が残る群生地
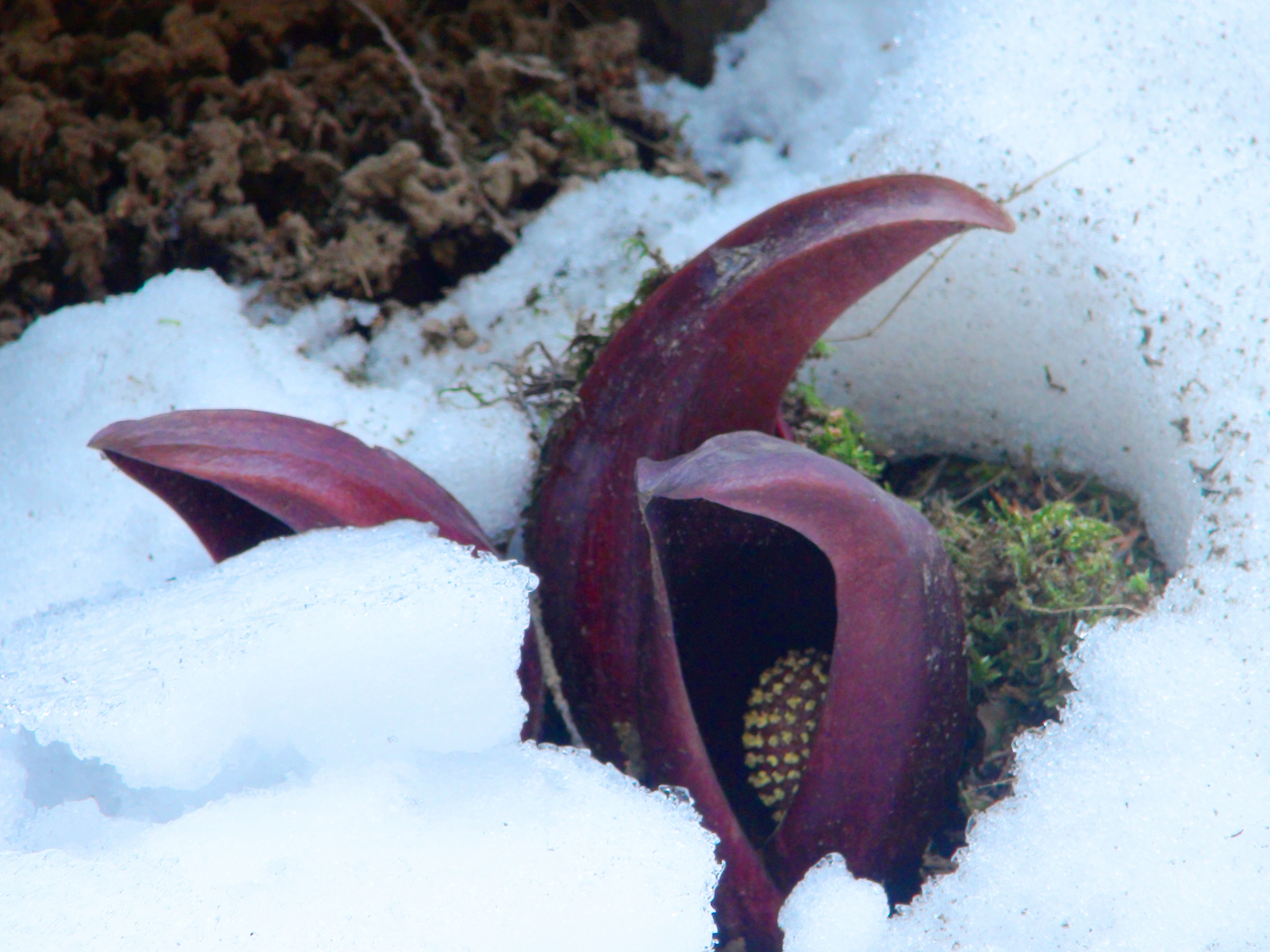
雪を溶かし開花する
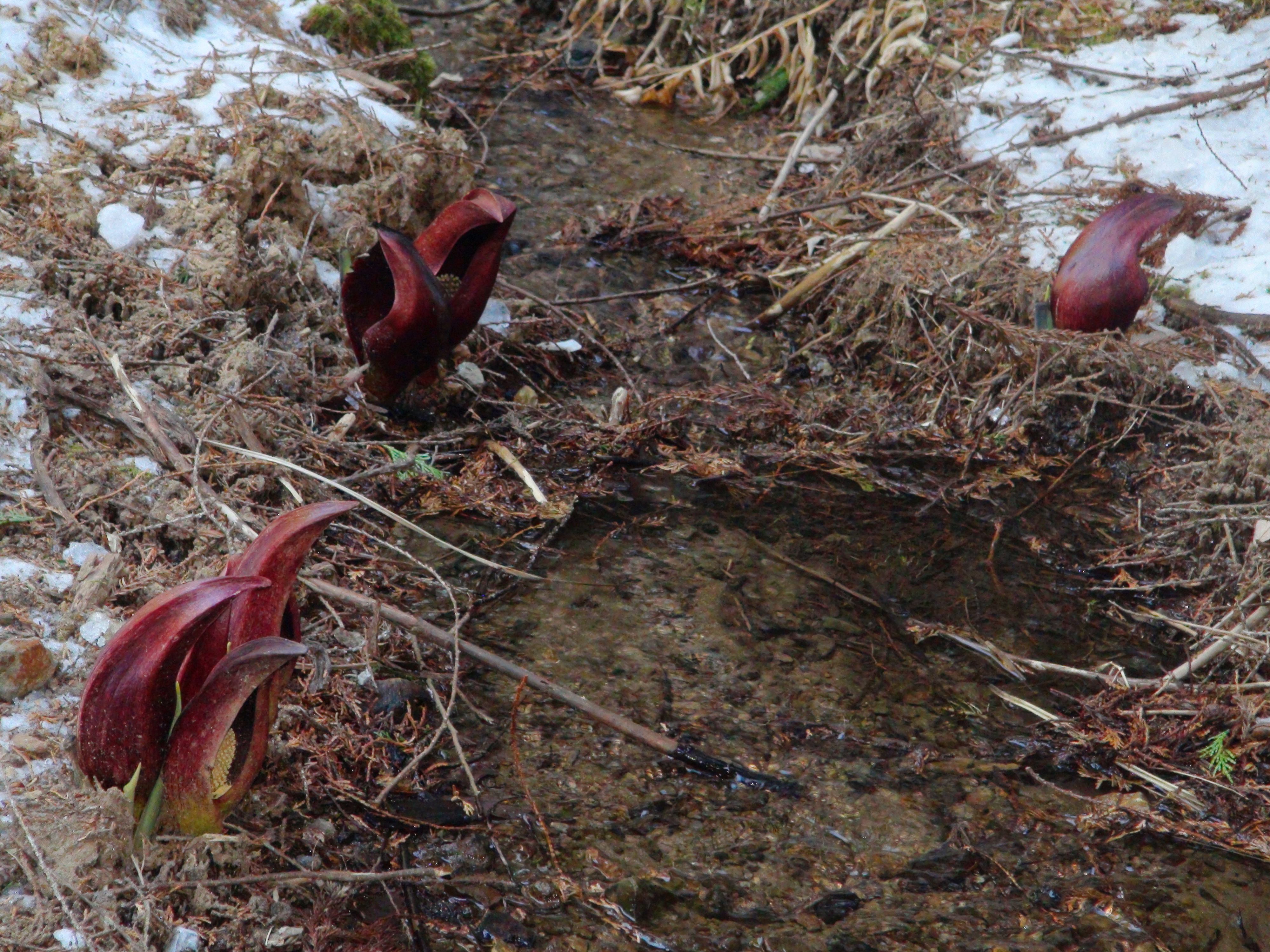
小さなせせらぎとなる